# Forcipomyia marsafae
Forcipomyia marsafae är en tvåvingeart som beskrevs av Ghonaim, Ibrahim och Syed Irtifaq Ali 2001. Forcipomyia marsafae ingår i släktet Forcipomyia och familjen svidknott.
Artens utbredningsområde är Egypten. Inga underarter finns listade i Catalogue of Life.